# Diocèse de Syrmie
Pour les articles homonymes, voir Syrmie.
Le diocèse de Syrmie (en serbe cyrillique : Сријемска бискупија ; en serbe latin et en croate : Srijemska biskupija ; en latin : Dioecesis Sirmiensis) est un diocèse catholique de rite romain ; il est situé en Serbie. Son siège est situé à Sremska Mitrovica, dans la province de Voïvodine. Il est actuellement administré par l'évêque Fabijan Svalina (en).

## Territoire
Le territoire du diocèse inclut la partie serbe de la région historique de Syrmie, qui est située dans la province autonome de Voïvodine et qui englobe aussi une partie du territoire de la Ville de Belgrade.
Les catholiques du diocèse sont principalement issus des communautés croates et hongroises.

## Histoire
En 1773, les diocèses de Syrmie et de Bosnie furent réunis pour créer un diocèse plus vaste portant le nom de Diocèse de Syrmie. En 1963, il changea de nom pour devenir le Diocèse de Đakovo[Lequel ?] ou de Bosnie et Syrmie (Diacovensis seu Bosnensis et Sirmiensis).
Le 18 juin 2008, le diocèse fut divisé en deux unités administrative : l'archidiocèse de Đakovo-Osijek et le diocèse de Syrmie, qui en devint l'un des deux diocèses suffragants.

## Évêques
- Đuro Gašparović (18 juin 2008 - 14 février 2024)
- Fabijan Svalina (en) (14 février 2024 - en fonction)

## Paroisses
Le diocèse est subdivisé en 29 paroisses auxquelles sont parfois rattachées une ou plusieurs localités.
| Ville             | Nom                              | Localités rattachées                                                     | Photo |
| ----------------- | -------------------------------- | ------------------------------------------------------------------------ | ----- |
| Beočin            | Sainte Barbe                     |                                                                          |       |
| Beška             | Sainte Thérèse de l'Enfant Jésus |                                                                          |       |
| Čerević           | Saint Joseph                     | Neštin                                                                   |       |
| Erdevik           | Saint Michel                     | Bingula, Divoš                                                           |       |
| Gibarac           | Saint Jean Népomucène            |                                                                          |       |
| Golubinci         | Saint Jean Martyre               | Nova Pazova, Popinci, Stara Pazova, Vojka                                |       |
| Hrtkovci          | Saint Clément                    | Buđanovci, Jarak, Klenak                                                 |       |
| Inđija            | Saint Pierre                     |                                                                          |       |
| Irig              | Tous les saints                  | Dobrodol, Šatrinci, Vrdnik                                               |       |
| Kukujevci         | Sainte Trinité                   |                                                                          |       |
| Laćarak           | Sainte Anne                      | Divoš, Kuzmin, Ležimir, Manđelos, Martinci, Stara Bingula                |       |
| Maradik           | Sainte Anne                      |                                                                          |       |
| Morović           | Saint Roch                       | Jamena, Višnjićevo/Grk                                                   |       |
| Nikinci           | Saint Antoine de Padoue          | Grabovci, Platičevo, Vitojevci                                           |       |
| Novi Banovci      | Nativité de la Vierge Marie      | Batajnica, Belegiš, Stari Banovci                                        |       |
| Novi Beograd      | Saint Jean de Capistran          |                                                                          |       |
| Novi Slankamen    | Saint Michel                     | Krčedin, Novi Karlovci, Slankamenački Vinogradi, Stari Slankamen, Surduk |       |
| Petrovaradin 1    | Saint-Georges                    |                                                                          |       |
| Petrovaradin 2    | Ascension de la Sainte Croix     |                                                                          |       |
| Petrovaradin 3    | Saint Roch                       | Bukovac                                                                  |       |
| Putinci           | Saint Jean Népomucène            | Žarkovac                                                                 |       |
| Ruma              | Ascension de la Sainte Croix     | Voganj, Mali Radinci                                                     |       |
| Sot               | Sainte Catherine                 | Bikić Do, Ljuba, Molovin, Privina Glava                                  |       |
| Sremska Kamenica  | Invention de la Sainte Croix     | Ledinci, Novi Ledinci                                                    |       |
| Sremska Mitrovica | Saint Dimitri                    | Grgurevci, Šašinci, Šuljam, Veliki Radinci                               |       |
| Sremski Karlovci  | Sainte Trinité                   |                                                                          |       |
| Surčin            | Sainte Trinité                   | Bečmen, Boljevci, Dobanovci, Jakovo, Progar                              |       |
| Šid               | Saint Cœur de Jésus              | Adaševci, Batrovci, Vašica                                               |       |
| Zemun             | Assomption de la Vierge Marie    |                                                                          |       |